# Луїс Артур фон Брізен
Луїс Артур фон Брізен (нім. Louis Arthur von Briesen; 19 січня 1819, Шіфельбайн — 11 січня 1896, Гіршберг) — німецький воєначальник, генерал-лейтенант Прусської армії.

## Біографія
Представник знатного прусського роду. Син ландрата Людвіга фон Брізена (1773–1859) і його дружини Кароліни Сабіни, уродженої фон Меллентін (?–1861).
Брізен відвідував гімназію Йоахімсталь, після чого 11 липня 1835 року вступив у 2-й піхотний полк Прусської армії як мушкетер. 13 липня 1837 року призначений фенріхом портупеї, а 22 травня 1839 року — другим лейтенантом. З жовтня 1842 до кінця березня 1848 року Брізен був учителем у школах зведених дивізій 2 армійського корпусу. Потім він взяв участь у поході проти Данії зі своїм регулярним полком і бився при Шлезвігу та Дюппелі. В серпні 1850 року став ад'ютантом 2-го батальйону 8-го полку ландверу. 1 липня 1851 року приєднався до 2-го полку ландверу на аналогічну посаду. З 1 жовтня 1853 року служив командиром роти 1-го батальйону свого полку. 21 липня 1857 року став гауптманом. В 1859 році повернувся в 2-й піхотний полк через і був призначений командиром роти, а після підвищення до майора 18 квітня 1865 року — командиром 1-го батальйону. Брізен бився у складі полку в 1866 році під час війни з Австрією при Гічині та Кеніггреці.
Після закінчення війни 25 вересня 1867 року переведений в 23-й піхотний полк і 22 березня 1868 року вироблений в оберстлейтенанти. 18 липня 1870 року призначений командиром полку під час війни з Францією і через 8 днів вироблений в оберсти. Брізен брав участь у битві при Шевії та облозі Парижу.
15 вересня 1874 року призначений почесним оберстом полку і через місяць очолив 2-у піхотну бригаду. 27 жовтня 1874 року йому було присвоєно звання генерал-майора. На цій посаді у нього виникла серйозна суперечка з начальником, генералом Альбертом фон Барнековим, який різко розкритикував Брізена у присутності підлеглих. Він поскаржився на це вищому начальству і досяг успіху, проте згодом 2 січня 1887 року був переведений в 17-у піхотну бригаду на посаду командира. 3 травня 1878 року звільнений у запас із призначенням пенсії. 30 вересня 1895 року йому було присвоєно звання генерал-лейтенанта запасу.

## Сім'я
14 березня 1843 року одружився в Штеттіні з Цецилією Гульдою фон Ведель (25 липня 1823 — 31 серпня 1863, Штеттін). В пари народились 9 дітей:
- Гедвіг (16 лютого 1846 — 26 січня 1904) — медсестра шпиталю Августи в Берліні.
- Гертруд (16 лютого 1846 — 26 квітня 1904) — директора пенсійного закладу та школи в Потсдамі.
- Вальтер (1846–1856)
- Альфред Артур Константін (1849–1914) — генерал піхоти. Загинув у бою під час Першої світової війни.
- Марта (1851–1876)
- Рюдігер Артур (26 квітня 1853 — 9 квітня 1904) — оберст, командир піхотного полку «фон Альвенслебен» (6-го Бранденбурзького) №52.
- Альбрехт (*/† 1856)
- Цецилія (4 серпня 1857)
- Марі (1858–1859)

6 вересня 1865 року одружився в Бреслау з Кларою Зурен, уродженою Єкель (7 червня 1834, Бреслау — 12 вересня 1898, Бернбург). В пари народились 4 дітей:
- Курт (26 липня 1866 — 26 червня 1870)
- Ганс (1868–1869)
- Маргарита (6 квітня 1870)
- Еріх (2 березня 1873 — 1898)

## Нагороди
- Хрест «За вислугу років» (Пруссія) (25 років)
- Орден Корони (Пруссія)
  - 3-го класу з мечами (20 вересня 1866) — за заслуги під час Австро-прусської війни.
  - 2-го класу із зіркою і мечами (3 травня 1878)
- Залізний хрест 2-го і 1-го класу
- Орден Червоного орла 2-го класу з дубовим листям і мечами (20 січня 1878)